# إلينا توري
إلينا توري (بالإيطالية: Elena Torre) هي كاتِبة وصحفية إيطالية، ولدت في 30 أكتوبر 1973 في فياريدجو في إيطاليا.